# 술로 바를룬드
술로 리차르드 바를룬드(핀란드어: Sulo Richard Bärlund, 1910년 4월 15일 ~ 1986년 4월 13일)는 핀란드의 포환던지기 선수이다.
그는 1936년 하계 올림픽에서 16.12m의 거리로 포환을 던져 은메달을 획득하였다. 그는 1938년 유럽 선수권 대회에서 4위를 했고 1946년 유럽 선수권 대회에서 6위를 했다.

## 참조
1. ↑  술로 바를룬드 보관됨 2009-10-19 - 웨이백 머신. sports-reference.com